# Park Bom
Park Bom (hangul: 박봄; hanja: 樸春; nascida em 24 de março de 1984), também conhecida apenas como Bom (hangul: 봄), é uma cantora sul-coreana. Ela é internacionalmente conhecida como integrante do grupo feminino sul-coreano 2NE1, formado pela YG Entertainment em 2009. Em carreira solo agenciada pela D-Nation Entertainment.

## Biografia

### Início
Park Bom nasceu em 24 de março de 1984 na Coreia do Sul, mas na 6ª série deixou o seu país natal sozinha para estudar no exterior, nos Estados Unidos. Ela formou-se no colegial através Gould Academy, em Bethel, Maine e inscreveu-se na Lesley University com especialização em psicologia. Ainda no ensino médio, ela adquiriu admiração pela música através de Mariah Carey. "Eu ouvia as músicas de Mariah Carey durante o almoço, e até mesmo esquecia de comer", declarou em um talk show. Bom queria seguir carreira como cantora, no entanto, seus pais não permitiam. Com o incentivo de sua tia, ela transferiu-se para Berklee College of Music para prosseguir a sua carreira musical.
Park Bom fez teste para a YG Entertainment e para SM Entertainment, mas foi rejeitada em ambas. Todavia, por 3 anos voltou para YG e realizou novos testes, até que foi finalmente aprovada como trainee da empresa. Bom estrelou em dois dos três primeiros singles do Big Bang, nas músicas "We Belong Together" e "Forever With You". Bom também colaborou com Lexy e Red Roc em "Baby Boy" e "Along My Way", respectivamente. Ela estrelou também em um vídeo-clipe patrocinado pela Samsung Anycall ao lado da cantora Lee Hyo-ri, tendo gravado a sua própria versão da música "Anystar" com outros colegas de gravadora, G-Dragon e Gummy. Mais tarde, em 2008, ela estrelou como a atriz principal no vídeo da musical de Kim Ji-eun, "Tell Me Once More".
Bom originalmente iria debutar oficialmente como uma solista, tendo até mesmo ganhado a a faixa "Scarecrow" de J.Y Park da JYP Entertainment como música de estreia. Todavia, fora uma das escolhidas para o futuro grupo feminino da empresa, que inicialmente seria um trio composto por Bom, Dara e a atriz, cantora, diretora, artista e compositora Koo Hye Sun. Com isso, Scarecrow acabou sendo a música de debut da cantora Lee Hi, que futuramente fez parte de uma sub-unit com a própria Park Bom.

### 2NE1
Sendo brevemente um trio, tal logo mais se tornou um quarteto com a substituição de Hye Sun por CL e Minzy. A YG Entertainment anunciou então que um novo grupo seria composto por quatro membros e estrearia em maio de 2009. A empresa afirmou que o grupo havia treinado por quatro anos, e que seu primeiro álbum conteria canções produzidas pelo líder do 1TYM, Teddy Park e G-Dragon do Big Bang. O nome do grupo foi inicialmente anunciado como "21"; no entanto, devido à descoberta de um cantor com o mesmo nome, o grupo foi renomeado "2NE1", sendo "NE" a abreviatura de "New Evolution".

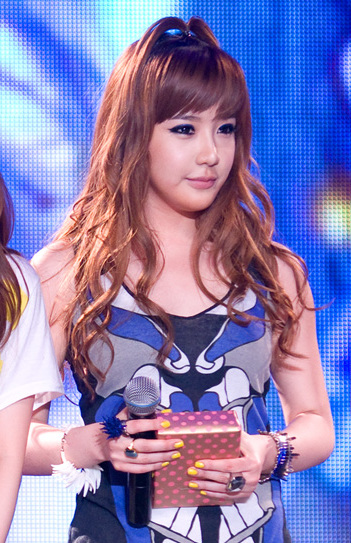
Bom em agosto de 2009

O grupo inicialmente colaborou juntamente com Big Bang para a canção "Lollipop". Tal que obteve sucesso imediato, mas questões ainda foram levantadas se este novo grupo poderia sobreviver por conta própria. 2NE1 estreou no SBS's The Music Trend em 17 de maio de 2009, onde performou o seu single digital de estreia, Fire, produzido por Teddy Park. Com o lançamento de seu primeiro extended play auto-intitulado, o grupo começou a promoção de sua faixa-título "I Don't Care". Seu EP atingiu no.3 no Hanteo's "Best-selling Album of 2009" com mais de 100 mil cópias vendidas.
Depois uma curta pausa, o grupo lançou um single surpresa, "Follow Me", que obteve o número um durante a semana de 13 de fevereiro. Em outubro do mesmo ano, 2NE1 voltou com seu primeiro álbum de estúdio full-length, To Anyone, que foi lançado em 9 de setembro de 2010. As promoções começaram com a mostra simultânea das três faixas-título do álbum, "Clap Your Hands", "Go Away" e "Can't Nobody". Na sequência destas promoções, outra canção "It Hurts (Slow)" foi lançada em 31 de outubro durante o Halloween. O álbum ganhou enorme sucesso e 2NE1 ganhou um total 11 vezes em vários shows de música a partir de suas promoções. O álbum vendeu mais de 150.000 cópias.
Após o sucesso de seu primeiro álbum full-length, 2NE1 anunciou seu segundo mini-álbum auto-intitulado. O álbum incluía seis faixas, uma das quais era a solo de Bom intitulado "Don't Cry". O mini-álbum elevou a popularidade do grupo levando ao seu mais recente lançamento, Crush.

### Atividades solo
Em agosto, ao final das promoções de "I Don't Care", 2NE1 iniciou um hiato temporário com cada membro liberando seus próprios singles solo. O single de Bom, intitulado "You and I", foi o melhor, em termos de desempenho, dos três e levou o primeiro lugar no gráfico do Gaon Chart do mês de novembro. O single, eventualmente, ganhou o Melhor Single Digital no 2010 Mnet Asian Music Awards. Até o final de 2011, foi relatado que o single foi baixado 4,483,364 vezes, tornando-se o single mais vendidos na história da música coreana por uma integrante de girlgroup solo.
No final de 2010, Bom foi destaque no single "Oh Yeah" para o seu primeiro álbum de colaboração de GD&TOP. Ela também foi destaque na versão japonesa da música, bem como o MV para a versão japonesa. "Oh Yeah" chegou ao número dois no gráfico Gaon Chart após o lançamento.

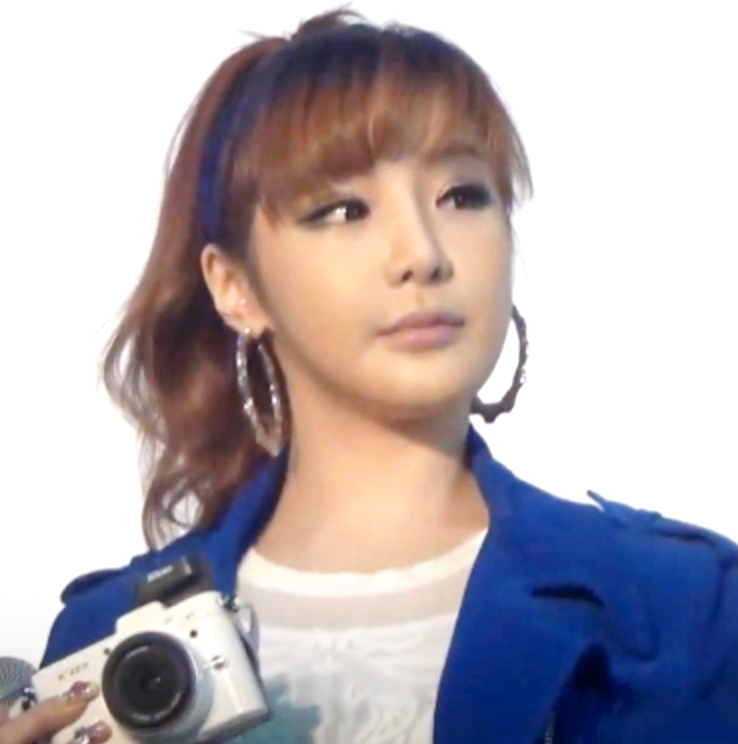
Bom em 2012

Em 2011, foi anunciado que o Bom teria um novo single digital lançado antes promoções do 2NE1 para o seu segundo mini-álbum auto-intitulado. A canção, "Don't Cry", foi lançado em 21 de abril de 2011. "Don't Cry" conseguiu o topo de vários gráficos digitais da Coreia do Sul, mais tarde tornando-se um perfect all-kill nas paradas musicais da Coreia ao pegar o número #1 em todos os charts coreanos renomados.
Para o Infinite Challenge Seohae Ahn Highway Song Festival 2011, G-Dragon, líder do Big Bang colaborou com Park Myeong-su para criar um duo chamado GG. Bom foi destaque em sua canção "Have an Affair". A canção tornou-se um all-kill em várias paradas musicais coreanas.
Em dezembro de 2015, Park Bom, juntamente com 2NE1, perfomou no Mnet Asian Music Awards depois de um curto hiato por causa de um escândalo falso envolvendo anfetamina.
Em 2019, dois anos após o disband oficial do 2NE1, Bom volta para o mundo da música, revelando que assinou contrato com uma nova gravadora: D-Nation. No dia 6 de março de 2019, Park Bom lançou um teaser da música do seu comeback, a faixa Spring, em colaboração com a Dara, também ex-integrante do 2NE1. Foi seu primeiro mini album, 8 anos depois do single Don't Cry
No dia 13 de março de 2019, ás 18 horas no horário coreano, Park Bom lança seu tão grandioso comeback, com o MV de Spring e o EP também intitulado por "Spring" contendo 3 músicas, sendo elas Spring, My Lover e Shameful. Atualmente, todas as musicas pegando o topo dos charts musicais coreanos. Com destaque para spring, que ficou em #2 nos singles mais vendidos digitalmente (www) pela Billboard.
Menos de dois meses depois, Bom retornou com a música 4:44 com participação da Wheein do Mamamoo, juntamente com um álbum reembalado com 5 músicas intitulado "Blue: Rose", Bom disse que após a primavera as flores murcham, por isto nomeou o álbum assim. A música título atingiu o topo do charts coreanos, esta música seria lançada junto de Spring, porém Bom quis lançar um MV pois tinha achado que 4:44 era mais tranquila que as músicas do EP Spring.
No dia 22 de junho de 2019, Bom fez uma live no Vlive anunciando seu comeback no dia 1 de julho de 2019. Uma OST para o dorama Perfume, essa é a primeira OST de Park Bom, intitulada de "I do I do", seu MV contém cenas do dorama, foi lançada ás 18:00 KST do dia 1° de julho de 2019.
Em dezembro, Bom fez seu último comeback de 2019, um presente para os fãs. O single intitulado "The First Snow", um dueto com Sandara Park. Junto do single veio também a faixa Wanna Go Back, apresentada no programa Queendom. A música título atingiu o número #3 na Billboard (www).

### Polêmica envolvendo 4:44
No final de abril de 2019, Bom e a D-Nation, começaram a lançar os teasers do MV da música 4:44. Um dos teasers mostrava Park andando no meio de uma rodovia sobre um tom azul, isso gerou uma polêmica pois ia contra uma lei de trânsito da Coreia do sul que proíbe as pessoas de andarem no meio de estradas, o que levou um boicote a música, sendo que não passaria mais o clipe em programas de televisão,o que acabaria com boa parte da divulgação, por esse motivo 4:44 conseguiu apenas 1,2 milhôes de views nas 24 horas seguintes ao lançamento (ao contrário de Spring q atingiu 5,5 milhões), mas isso não impediu que Park Bom atingisse o topo das paradas coreanos, conseguindo um all-kill, o clipe foi banido juntamente com o MV de Kill This Love do BLACKPINK.

### Estilo musical e influências
Park Bom é uma cantora de Pop e R&B. Ela menciona Mariah Carey e Beyoncé como as suas maiores influências.

## Discografia

### Álbuns
| Título                  | Detalhes | Melhores posições | Vendas          |
| Título                  | Detalhes | KOR               | Vendas          |
| ----------------------- | --- | ----------------- | --------------- |
| Spring (EP)             | - Lançamento: 13 de março de 2019 - Gravadora: D-Nation - Formatos: CD, download digital - Faixa Título: Spring - Produtor:Brave Brothes - Nº De Faixas:3 | 2                 | - KOR: 107.708+ |
| Blue Rose (EP)          | - Lançamento: 02 de maio de 2019 - Gravadora: D-Nation - Formato: CD. download digital - Faixa Título: 4:44 - Produtor: Brave Brothers - Nº De Faixas:5   | 2                 | - Kor: 55.410+  |
| The First Snow (Single) | - Lançamento:10 de dezembro de 2019 - Gravadora:D-Nation - Formato:download digital - Faixa Título:First Snow - Produtor:D-Nation - Nº De Faixas:2        | 3                 | Kor: 22.405+    |

### Singles
| Ano                                                                                  | Título                           | Melhores Posições | Álbum                        |
| Ano                                                                                  | Título                           | KOR               | Álbum                        |
| ------------------------------------------------------------------------------------ | -------------------------------- | ----------------- | ---------------------------- |
| 2006                                                                                 | "Anystar"                        | —                 | —                            |
| 2009                                                                                 | "You and I"                      | 36                | To Anyone                    |
| 2011                                                                                 | "Don't Cry"                      | 1                 | 2NE1                         |
| 2019                                                                                 | "Spring" (Feat. Sandara Park)    | 1                 | Spring                       |
| 2019                                                                                 | "4:44" (Feat. Whee In)           | 1                 | Re: Blue Rose                |
| 2019                                                                                 | "First Snow" (Feat.Sandara Park) | 3                 | First Snow                   |
| 2019                                                                                 | "I Do I Do"                      | 41                | Perfume OST Part.8           |
| 2019                                                                                 | "Wanna Go Back"                  | 6                 | First Snow                   |
| 2021                                                                                 | "Do Re Mi Fa Sol" (Feat.Changmo) | 9                 | —                            |
| 2022                                                                                 | "My Reflection"                  | 6                 | Webtoon Fight For My Way OST |
| 2022                                                                                 | "Flower" (Feat.Kim Min Seok)     | 2                 | Single                       |
| "—" denota lançamentos que não entraram nas paradas ou não foram lançados na região. |                                  |                   |                              |

### Colaborações
| 2006                                                                    | "We Belong Together" (Big Bang Ft. Bom)                         | —  | Big Bang                                             |
| 2006                                                                    | "Anystar" (Lee Hyori Ft. Bom & Lee Joon-gi)                     | —  | single sem álbum                                     |
| 2006                                                                    | "Forever with You" (Big Bang Ft. Bom)                           | —  | BIGBANG                                              |
| 2007                                                                    | "Along my Way" (Red Roc Ft. Bom)                                | —  | single sem álbum                                     |
| 2007                                                                    | "Baby Boy" (Lexy Ft. Bom)                                       | —  | RUSH                                                 |
| 2010                                                                    | "Oh Yeah" (GD&TOP Ft. Bom)                                      | 2  | GD&TOP                                               |
| 2011                                                                    | "I Cheated" (G-Dragon & Park Myeong-su Ft. Bom)                 | 1  | Infinite Challenge West Coast Highway Music Festival |
| 2012                                                                    | "Up" (Epik High Ft. Park Bom)                                   | 6  | 99                                                   |
| 2013                                                                    | "Black (Japanese Version) (G-Dragon Ft. Bom)                    | —  | Coup d'Etat + One of a Kind & Heartbreaker           |
| 2013                                                                    | "All I Want For Christmas Is You" (Park Bom & Lee Hi as BOM&HI) | 17 | single sem álbum                                     |
| 2019                                                                    | "Channel" (MC Mong ft Park Bom)                                 | 2  | CHANNEL 8                                            |
| "—" denota lançamentos que não gráfico ou não foram lançados na região. |                                                                 |    |                                                      |

### Aparição em Trilhas Sonoras
| Ano  | Título                                                         | Melhores posições | Melhores posições | Álbum                                                                                          |
| Ano  | Título                                                         | KOR               | US World          | Álbum                                                                                          |
| ---- | -------------------------------------------------------------- | ----------------- | ----------------- | ---------------------------------------------------------------------------------------------- |
| 2019 | "I Do, I Do"                                                   | 41                | —                 | Perfume OST, Part 8                                                                            |
| 2019 | "Break Up with Her" (그녀와의 이별)                            | —                 | —                 | Immortal Songs: Singing the Legend (2019 Summer Special, Part 1: So Chan-whee & Kim Hyun-jung) |
| 2019 | "Hann (Alone)" (featuring Cheetah)                             | —                 | 13                | Queendom <Cover Contest>, Part 1                                                               |
| 2019 | "Eyes, Nose, Lips"                                             | —                 | —                 | Queendom <Box of Fan-dora>, Part 2                                                             |
| 2019 | "Wanna Go Back" (되돌릴 수 없는 돌아갈 수 없는 돌아갈 곳 없는) | —                 | 18                | Queendom <Final Comeback>                                                                      |
| 2022 | "My Reflection"                                                | 6                 | —                 | Webtoon Fight For My Way OST                                                                   |

## Filmografia

### Filmes
| Ano  | Título      | Papel |
| ---- | ----------- | ----- |
| 2009 | Girlfriends | Cameo |

### Televisão
| Ano  | Título                    | Papel                         | Emissora    |
| ---- | ------------------------- | ----------------------------- | ----------- |
| 2009 | Style                     | Cameo                         | SBS         |
| 2014 | The Bachelor              | Participação Especial do 2NE1 | ABC         |
| 2014 | Roommate                  | Elenco Original               | SBS         |
| 2014 | The Tim Yap Show          | Convidada                     | GMA Network |
| 2014 | America's Next Top Model  | Participação especial do 2NE1 | The CW      |
| 2018 | YG Future Strategy Office | Participação Especial         | Netflix     |
| 2019 | Queendom                  | Elenco Original               | Mnet        |

### Aparição em Videoclipes
- 2006: "We Belong Together"
- 2006: "Forever With You"
- 2007: "Tell Me Once More"
- 2010: "Anystar''
- 2011:"Oh Yeah"
- 2013:"All I Want For Christmas Is You